# بادرون
بلدية بادرون (بالإسبانية: Padrón)‏، هي إحدى بلديات مقاطعة لا كرونيا إحدى مقاطعات إسبانيا، و التي تقع في منطقة جليقية شمال غرب إسبانيا.
يبلغ عدد سكانها 9.242 نسمة وفقاً لإحصائية سنة (2002).

## أعلام
- خوسيه انخيل فيدال